# Мандар Карабаев
Мандар Карабаев (баш. Мәндәр Ҡарабаев; ум. 1740) — один из предводителей Башкирских восстаний в 1735—1740 годах, башкирский старшина Дуванской волости Сибирской дороги.

## Биография
Мандар Карабаев происходил из башкир Дуванской волости Сибирской дороги. Служил старшиной той же волости.
В 1735 году вместе со старшиной Кара-Табынской волости Юсупом Арыковым стал предводителем повстанцев на территории Сибирской дороги.
Весной 1737 года принимал участие в переговорах с казахами Среднего жуза по оказанию поддержки восставшим башкирам.
В марте—июне 1737 года отряд повстанцев под его руководством действовал против команд «верных» старшин Кузяша Рахмангулова и Таймаса Шаимова.
В конце июня — начале августа 1737 года его отряд вместе с восставшими башкирами под руководством Бепени Торопбердина, Тюлькучуры Алдагулова, Юлдаша Суярембетова и другими вёл бои за Бирск, Катайский острог, Красноуфимскую крепость, Кунгур, Осу и другие населённые пункты Исетской и Уфимской провинций.
С января 1738 года возглавил отряд повстанцев на территории Сибирской дороги.
В середине августа 1738 года совместно с другими восставшими явился с повинной к генерал-лейтенанту Л. Я. Соймонову в Табынскую крепость.
В марте 1739 года жители Сибирской дороги, собираются на йыйын, где принимают решение отказаться от переписи, а также договорились не выполнять другие распоряжения царских властей. Вот что об этом пишет сотник Сибикай Кидряков: «…приезжал на Ай Айлинской волости башкирец Алайжиангул к старшинам и к лутчим людем на совет для переписи душ. И собрались де тамошние старшины в деревне Мурзаларской волости званием Метю. А имянно были на совете дни з 2 Дуванской волости Мандар, Айлинской волости Чураш-мулла, Карта-Тавлинской волости Стайгул и другия лутчия люди человек с 30. И советовали, что когда де будут офицеры для переписи, чтоб переписывать людей не давать, и что взято каких пожитков и скота обратно русским и не кому не отдавать».
Осенью 1739 года вместе с Алланзиангулом Кутлугузиным, Карасакалом и Ярмухаметом Хаджиевым стал организатором нового восстания.
С января 1740 года отряд повстанцев под его руководством действовал против команд «верных» старшин и царских войск под командованием Л. Я. Соймонова на территории Сибирской дороги, а с мая 1740 года — Ногайской дороги.
3 июня 1740 года погиб в бою с царским войсками под руководством Я. Павлуцкого около реки Тобол.

## Попытки провозглашения ханом
Когда идея с ханами Казахского ханства у башкир не удалась, они решили сделать ханом Мандара Карабаева. Но это не воспринялось в серьёз и так о нём говорили башкиры: «Мандара называли мы ханом смехом и говорили ему, что будешь хан, также и он называетца ханом смеяся».

## Примечание
1. ↑  Амантаев И. Ф. Взаимоотношения власти и башкир в документах первой трети XVIII века // Ватандаш. — 2011. — № 9. — С. 38—43. — ISSN 1683-3554. Архивировано 2 февраля 2017 года.
2. ↑  Салават Хамидуллин. История башкирских родов том 21. — Уфа, 2016.